# Nederlandse kampioenschappen schaatsen afstanden 2012 - 1000 meter vrouwen
De 1000 meter vrouwen op de Nederlandse kampioenschappen schaatsen afstanden 2012 werd gehouden op zaterdag 5 november 2011 in ijsstadion Thialf te Heerenveen, er namen 22 vrouwen deel.
Titelverdedigster was Marrit Leenstra die de titel pakte tijdens de NK afstanden 2011. Er waren vijf startplaatsen te verdienen voor de wereldbeker schaatsen 2011/2012, Margot Boer (derde plaats wereldbeker 2010-2011) en Ireen Wüst (tweede plaats WK afstanden 2011) hadden een beschermde status.

## Statistieken

### Uitslag
| #      | Schaatsster           | Ploeg            | Tijd        |
| ------ | --------------------- | ---------------- | ----------- |
| Goud   | Thijsje Oenema        | Team Op=Op       | 1.16,53 PR  |
| Zilver | Marrit Leenstra       | Team Hart        | 1.16,79     |
| Brons  | Ireen Wüst            | TVM              | 1.16,88     |
| 4      | Margot Boer           | Team Liga        | 1.16,92     |
| 5      | Laurine van Riessen   | Control          | 1.17,05     |
| 6      | Annette Gerritsen     | Team Liga        | 1.17,34     |
| 7      | Lotte van Beek        | Team Liga        | 1.17,66     |
| 8      | Anice Das             | Team Liga        | 1.17,91     |
| 9      | Natasja Bruintjes     | Team Op=Op       | 1.17,98     |
| 10     | Janine Smit           | Control          | 1.18,34 PR  |
| 11     | Floor van den Brandt  | Gewest Friesland | 1.18,59 PR  |
| 12     | Paulien van Deutekom  | Control          | 1.18,79     |
| 13     | Letitia de Jong       | Jong Oranje      | 1.19,042 PR |
| 14     | Sophie Nijman         | Team Anker       | 1.19,044    |
| 15     | Ingeborg Kroon        | Team Anker       | 1.19,16     |
| 16     | Bo van der Werff      | Team Anker       | 1.19,17 PR  |
| 17     | Roxanne van Hemert    | Team Hart        | 1.19,21     |
| 18     | Mayon Kuipers         | Team Anker       | 1.19,31     |
| 19     | Jorien Kranenborg     | Gewest Friesland | 1.19,99     |
| 20     | Reina Anema           | Jong Oranje      | 1.21,26     |
| 21     | Emma van Rijn         | Gewest NH/U      | 1.21,34 PR  |
| 22     | Esmeralda Nieuwendorp | Gewest Zuid      | 1.22,78     |

### Loting
| Rit | Binnenbaan            | Buitenbaan           |
| --- | --------------------- | -------------------- |
| 1   | Esmeralda Nieuwendorp | Reina Anema          |
| 2   | Emma van Rijn         | Letitia de Jong      |
| 3   | Floor van den Brandt  | Paulien van Deutekom |
| 4   | Ingeborg Kroon        | Janine Smit          |
| 5   | Mayon Kuipers         | Jorien Kranenborg    |
| 6   | Thijsje Oenema        | Lotte van Beek       |
| 7   | Bo van der Werff      | Anice Das            |
| 8   | Ireen Wüst            | Laurine van Riessen  |
| 9   | Annette Gerritsen     | Roxanne van Hemert   |
| 10  | Marrit Leenstra       | Natasja Bruintjes    |
| 11  | Margot Boer           | Sophie Nijman        |

1987 · 
1988 · 
1989 · 
1990 · 
1991 · 
1992 · 
1993 · 
1994 · 
1995 · 
1996 · 
1997 · 
1998 · 
1999 · 
2000 · 
2001 · 
2002 · 
2003 · 
2004 · 
2005 · 
2006 · 
2007 · 
2008 · 
2009 · 
2010 · 
2011 · 
2012 · 
2013 · 
2014 · 
2015 · 
2016 · 
2017 · 
2018 · 
2019 · 
2020 · 
2021 · 
2022 · 
2023 · 
2024 · 
2025